# Marcell Restle
Marcell Stanislaus Restle (* 15. Januar 1932 in Waldsee; † 25. Januar 2016 ebenda) war ein deutscher Byzantinist mit der Spezialisierung auf Byzantinische Kunstgeschichte.

## Leben
Marcell Restle studierte Kunstgeschichte, Byzantinistik, Christliche Archäologie, Kirchengeschichte sowie Islamische Kunstgeschichte an den Universitäten Tübingen, München und Istanbul. Er wurde 1957 an der Universität München mit der Arbeit Kunst und byzantinische Münzprägung von Justinian I. bis zum Bilderstreit promoviert. 1961/62 war er Reisestipendiat des Deutschen Archäologischen Instituts. Zudem forschte er in den 1960er Jahren vor Ort zur Höhlenarchitektur in Kappadokien. 1968 wurde er habilitiert und im Jahr darauf Universitätsdozent, 1975 außerplanmäßiger Professor und 1982 in Nachfolge von Klaus Wessel Ordinarius für byzantinische Kunstgeschichte an der Universität München. 1997 trat er in den Ruhestand, sein Nachfolger wurde Johannes G. Deckers.
Restle beschäftigte sich insbesondere mit der byzantinischen Kunstgeschichte in der heutigen Türkei, vor allem in der Region Kappadokien. Er forschte zur Architektur, Numismatik und beispielsweise im Rahmen der Tabula Imperii Byzantini auch zur historischen Geografie und Topografie des Byzantinischen Reiches. Mit Klaus Wessel begründete er 1963 das Reallexikon zur byzantinischen Kunst.
Verheiratet war er in zweiter Ehe mit der Kunsthistorikerin Birgitt Borkopp (* 1958).

## Schriften
- Kunst und byzantinische Münzprägung von Justinian I. bis zum Bilderstreit. Verlag der Byzantinisch-Neugriechischen Jahrbücher, Athen 1964 (Dissertation).
- Die byzantinische Wandmalerei in Kleinasien. 3 Bände (1 Textband. 2 Tafelbände). Bongers, Recklinghausen 1967.
- Istanbul, Bursa, Edirne, Iznik. Baudenkmäler und Museen (= Universal-Bibliothek. 10262, Reclams Kunstführer.). Reclam, Stuttgart 1976, ISBN 3-15-010262-6.
- Studien zur frühbyzantinischen Architektur Kappadokiens (= Veröffentlichungen der Kommission für die Tabula Imperii Byzantini. 3, 1–2 = Österreichische Akademie der Wissenschaften. Philosophisch-Historische Klasse. Denkschriften. 138, 1–2). 2 Bände (Textband. Abbildungen und Pläne). Verlag der Österreichischen Akademie der Wissenschaften, Wien 1979, ISBN 3-7001-0293-3.
- mit Friedrich Hild: Kappadokien. (Kappadokia, Charsianon, Sebasteia und Lykandos) (= Tabula Imperii Byzantini. 2 = Österreichische Akademie der Wissenschaften. Philosophisch-Historische Klasse. Denkschriften. 149). Verlag der Österreichischen Akademie der Wissenschaften, Wien 1981, ISBN 3-7001-0401-4.
- als Herausgeber: Festschrift für Klaus Wessel zum 70. Geburtstag. In memoriam (= Münchener Arbeiten zur Kunstgeschichte und Archäologie. Bd. 2). Editio Maris, München 1988, ISBN 3-925801-02-2.